# Allerleirauh

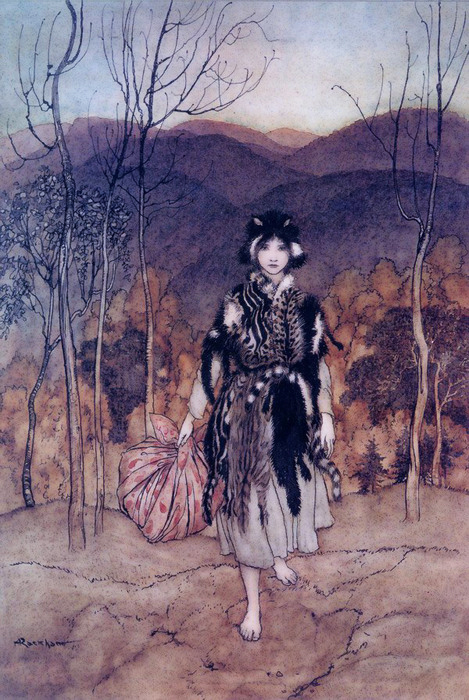
Illustration von Arthur Rackham

Allerleirauh ist ein Märchen (ATU 510B). Es steht in den Kinder- und Hausmärchen der Brüder Grimm an Stelle 65 (KHM 65). Bis zur 2. Auflage schrieb sich der Titel Allerlei-Rauh. Die französische Fassung, Peau d’Âne (Eselshaut) von Charles Perrault, erschien zuerst 1694 und dann erneut in der Sammlung Contes de ma Mère l’Oye 1697. Das Märchen ist in ähnlicher Form auch im türkischen Sprachraum bekannt.

## Inhalt und Würdigung

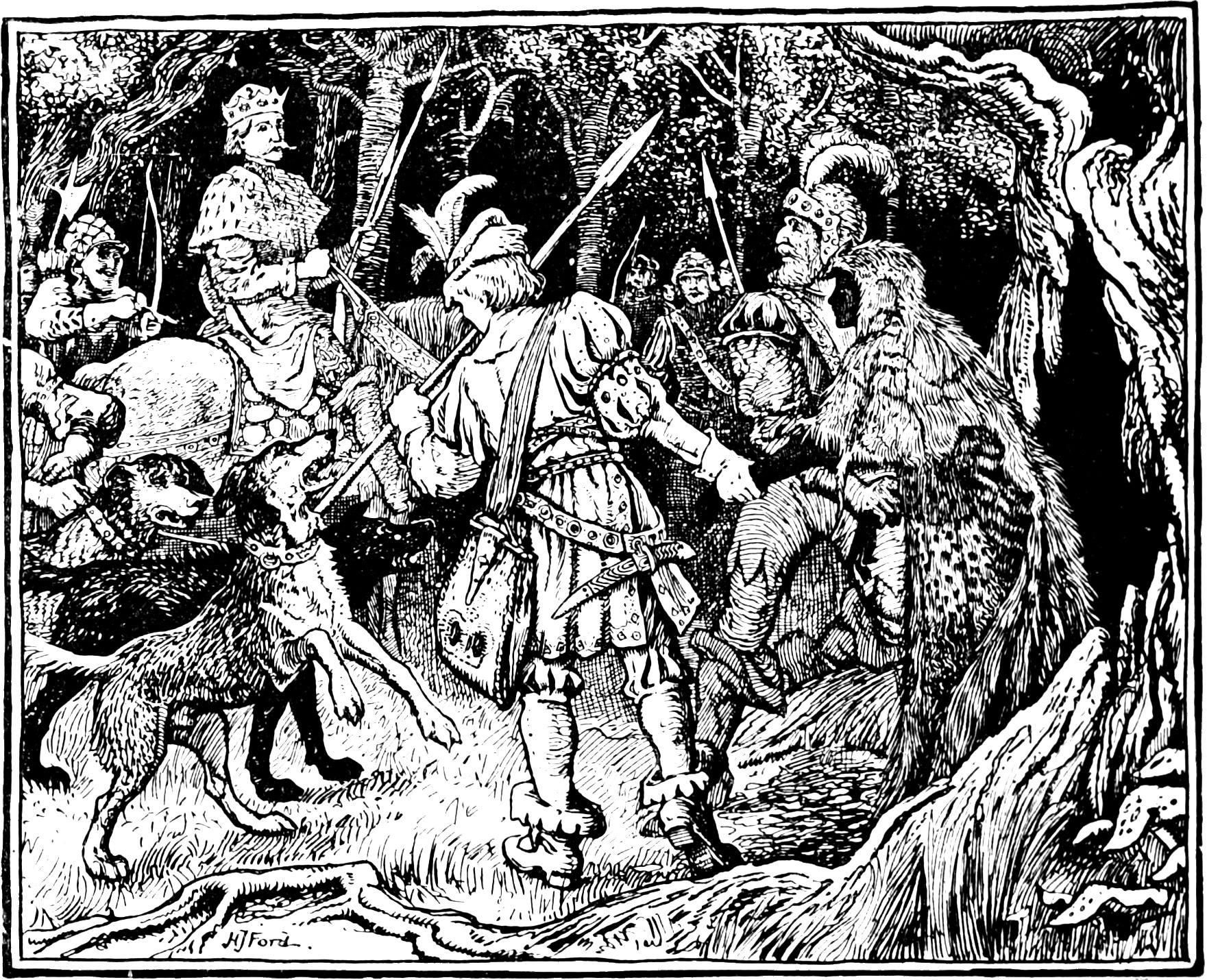
Illustration von Henry Justice Ford, 1892

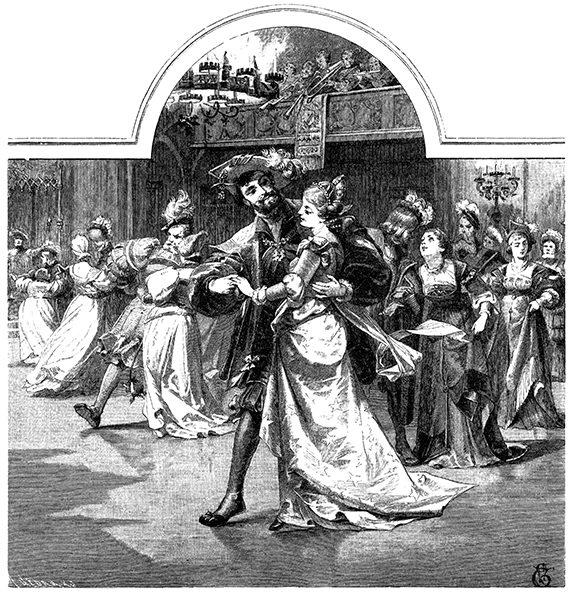
Illustration von Philipp Grotjohann, 1892

In Allerleirauh geht es um die Tochter eines Königs, dessen schöne Frau ihm auf dem Sterbebett das Versprechen abnimmt, nur dann wieder zu heiraten, wenn jene Frau mindestens ebenso schön sei wie sie selbst und ebensolche goldenen Haare habe. Als sich eine solche Schönheit nicht findet, erkennt der König eines Tages, dass allein seine Tochter ebenso schön ist wie die verstorbene Gattin, und begehrt sie zur neuen Ehefrau.
Die Räte des Reiches sind über diesen inzestuösen Wunsch entsetzt, und die Tochter versucht, ihren Vater mit unmöglichen Forderungen von seinem Ansinnen abzubringen. Sie verlangt drei Kleider, wovon eins „so silbern wie der Mond“, eins „so golden wie die Sonne“ und eins „so glänzend wie die Sterne“ sein soll; ferner „einen Mantel von tausenderlei Pelz- und Rauchwerk zusammengesetzt“. Als der Vater diese Forderungen unerwartet erfüllt, entflieht die Tochter und nimmt ihre Kleider, die in eine Nussschale passen, samt einem goldenen Ring, einer goldenen Spindel und einer goldenen Haspel mit. Dann rußt sie sich Gesicht und Hände und hält sich in einem hohlen Baum im Wald versteckt, wo sie schließlich Jäger des Prinzen des Nachbarlandes aufgreifen.
Das von den Jägern wegen seiner pelzigen Kleidung „Allerleirauh“ (siehe Rauchwaren) genannte Mädchen gibt sich nicht zu erkennen und arbeitet, den Märchen Aschenputtel oder König Drosselbart ähnlich, unerkannt in der Küche des Prinzen. Als er ein Fest feiert, zieht es erst sein Sonnenkleid an, dann sein Mondkleid und beim dritten Mal sein Sternenkleid, und der Prinz tanzt nur mit ihm. Mit einer List entlarvt der Prinz das Mädchen Allerleirauh, das auch selbst entdeckt werden will, indem es Ring, Spindel und Haspel in die Suppe gibt, die es dem König kocht. Zuletzt wird das „Rauhtierchen“ Königin.

## Herkunft

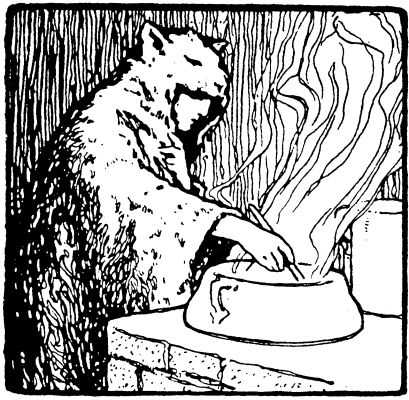
Illustration von Otto Ubbelohde, 1909

Jacob Grimms handschriftliche Urfassung beruht auf einer Erzählung in Karl Nehrlichs Roman Schilly. Sie beeinflusste auch den Erstdruck von 1812, dessen Text sonst auf mündliche Überlieferung durch Dortchen Wild zurückgeht. Albert Ludewig Grimm gestaltete einen Text Brunnenhold und Brunnenstark 1816 nach den Brüdern Grimm, womit er umgekehrt auf deren spätere Ausgaben zurückwirkte.
Grimms Anmerkung notiert zur Herkunft neben der „hessischen“ (von Dortchen Wild) eine „paderbörnische“ Erzählung (wohl von Familie von Haxthausen): Das Mädchen schläft auf einem Baum und wird von Holzhackern, die diesen fällen, zum Hof gebracht. Weil die Suppe so gut ist, muss es sich täglich zum König setzen und ihn lausen, bis er durch ihren Ärmel sieht und den Rauhmantel von den glänzenden Kleidern reißt. Nach einer weiteren Version „aus dem Paderbörnischen“ stellt sie sich stumm. Der König schlägt mit der Peitsche einen Riss in den Mantel. Wie auch in voriger Fassung spricht er sich zur Strafe selbst die Königswürde ab. In einer weiteren Version (aus Nehrlichs Schilly) wird Allerleirauh von einer Stiefmutter vertrieben, weil ein Prinz statt deren Tochter ihr einen Ring schenkt (vgl. KHM 53), und wird an dessen Hof an ihrem Ring unter dem Weißbrot erkannt (vgl. KHM 93), bei Musäus „2, 188“ liege er in der Brühe. In einer faröischen Sage will der König nur die heiraten, der die Kleider seiner toten Frau passen („Sagabibliothek 2, 481“). Grimms nennen noch Zingerle „S. 231“, Meier Nr. 48, Pröhles Märchen für die Jugend Nr. 10, Aschenputtel, Perraults Peau d’Ane, Straparolas Doralice (I,4), im Pentameron II,6 Die Bärin, walachisch bei Schott Nr. 3 „die Kaisertochter im Schweinestall“.
Hans-Jörg Uther nennt ebenfalls Basiles Pentameron II,6 Die Bärin, Straparolas Piacevoli notti I,4, Charles Perraults Peau d’Ane, Johann Karl August Musäus’ Die Nymphe des Brunnens (1783) in Volksmährchen der Deutschen. Dass der verwitwete König seine Tochter heiraten will, ist seit dem 12. Jahrhundert oft eigenständiges Motiv abendländischer Dichtung. Die Tochter Heinrichs III., Mathilde, erbittet vom Teufel Hässlichkeit, um ihn nicht heiraten zu müssen. Ähnlich strukturierte Märchen der Brüder Grimm bringen stattdessen andere Gründe für die Flucht der Heldin (KHM 21, 71a). Dabei handelt es sich um eine Umkehrung der biblischen Geschichte von Lots Töchtern (Gen 19,31 ), die ihren Vater durch Lust zum Beischlaf verführen. Walter Scherfs Einschätzung nach griff Charles Perrault ebenso wenig direkt auf Basiles Fassung zurück wie Grimms Beiträgerinnen auf Perrault.

## Varianten

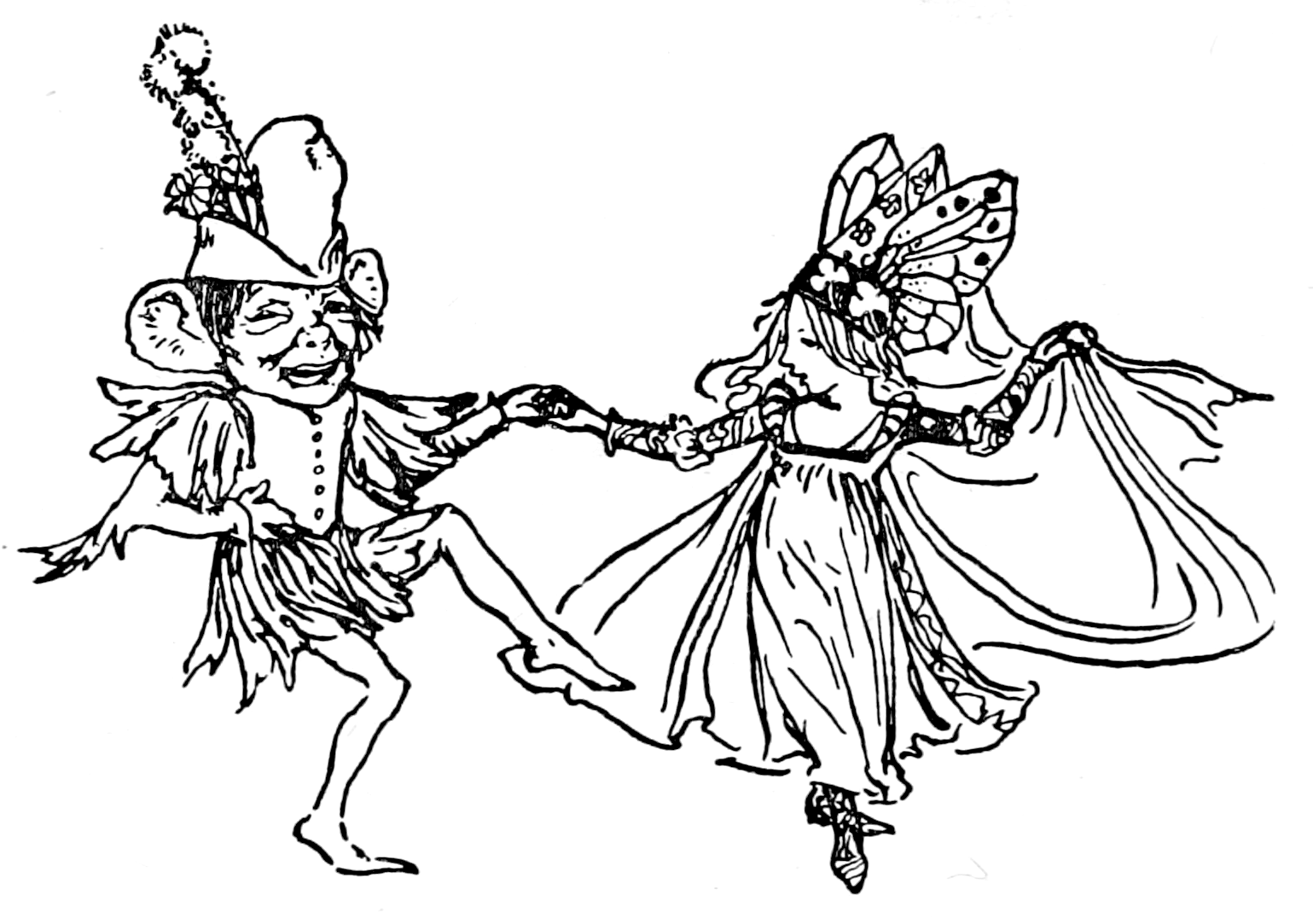
Illustration von Robert Anning Bell, 1912

Eine wohl zwischen 1812 und 1815 eingegangene Variante von unbekannter Hand zum Schlussverlauf der Handlung wurde von den Brüdern Grimm verändert im Anmerkungsband wiedergegeben. Türkische Versionen finden sich in Ahu Melek bzw. Ütelek.
Das Kernmotiv ähnelt in Giambattista Basiles Pentameron II,6 Die Bärin.
Vgl. Ludwig Bechsteins Aschenpüster mit der Wünschelgerte

## Interpretation
Während der dem Mädchen angetragene Inzest allerlei Deutungsversuche erfahren hat, die mal die ödipale Situation (auch: Elektrakomplex), dann wieder das Ausreißen des Mädchens feministisch oder emanzipatorisch als Widerstand und Stärke hervorhoben, folgt die Anlage des Märchens vom Ende her betrachtet dem Muster der selbst errungenen Erhöhung nach einer Demütigung, das viele Märchen zum Thema Flucht oder Verschleppung kennen.
Für Anthroposoph Rudolf Meyer zeigt die Flucht im Pelzkleid, wie der Mensch sich zunächst vom übersinnlichen Leben lösen muss, seinen kosmischen Ursprung vergisst, darwinistisch für ein Tier gehalten wird, ehe er sein dreifach aus kosmischen Kräften gewobenes Urbild findet. Für Edzard Storck ist der Pelz der Leib, womit die Seele von altem Geist zur Eigenentwicklung sich absondert, in der Prosa-Edda ist der Menschenleib aus Bäumen erschaffen. Laut Ortrud Stumpfe stürzt die junge Empfindungsfähigkeit sich mutig ins Dickicht der Erde, aber mit dem Willen, sich hindurch zu finden. Das Mondkleid sei die Kraft zur Beherrschung der Gefühle, Sonnengold die Erkenntnis der Schöpfungsordnung, sternfarben kristallin ein Denken aus kosmischer Weite heraus. Gemäß der analytischen Psychologie Carl Gustav Jungs könne es besonders beim älteren Mann passieren, dass er sein Anima-Bild auf die Tochter projiziert. Es überschneidet sich mit ihrer eigentlichen Persönlichkeit. Das erzeuge in ihr eine Unsicherheit über ihr eigenes Wesen, welche ihr die Verwirklichung ihres inneren Schicksals erschwert. Sie flieht, indem sie die Einstellung eines animalisch unangepassten, teils ungebändigten, teils scheuen Wesens annimmt. Die drei prächtigen Kleider als Ausdruck ihres künftigen Wesens sind zunächst als Keim in der Nuss verborgen, einem Bild des weiblichen Selbst wie auch Ring, Spinnrad und Haspel (vgl. KHM 88, 113, 127). In einer sibirischen Variante verwandelt sie sich ganz in ein wildes Tier. Oft erfolgt die Flucht auch in Möbelstücken. Der Psychotherapeut Jobst Finke denkt hier nicht unbedingt an Kindesmissbrauch, aber eine überstarke Bindung mit auch unterschwellig sexueller Tönung und anschließendem Trennungsschmerz. Der Homöopath Martin Bomhardt vergleicht das Märchen mit dem Arzneimittelbild von Natrium muriaticum. Wilhelm Salber sieht ein Gegeneinander von Geborgenheit und Abweisung, worauf durch Selbsterniedrigung rauschhafte Erlösung erwartet wird. Die zu umfassenden Forderungen der inzestuösen Beziehung werden kompensiert durch Flucht und viel verstecktes Herumprobieren. Für Regina Kämmerer symbolisieren Asche und Tierfell das „Stirb und Werde“ und Erniedrigung, zur rechten Zeit aber muss man sein wahres Gesicht zeigen.

## Film
- 1959: Die Prinzessin mit dem goldenen Stern, Tschechoslowakei. Leicht veränderte Version des Märchens, in der nicht der König seine Tochter heiraten will, sondern ein reicher, fremder Prinz, der die Staatskasse füllen kann. Das Mädchen hat einen Fellmantel und wird deshalb „Mäusepelzchen“ gerufen (vgl. Prinzessin Mäusehaut).
- 1970: Eselshaut (Peau d’Âne) bzw. Allerleirauh, Frankreich, Regie und Drehbuch: Jacques Demy, nach Motiven von Charles Perrault, mit Catherine Deneuve.
- 1977: Allerleirauh, Schweiz, 25 min., Drehbuch: Heinz Bothe-Pelzer, Regie: Rudolf Jugert.
- 1984: Die Prinzessin mit der Eselshaut (Oslinaja Schkura), UdSSR, Märchenfilm, 83 min.
- 1987: Gurimu Meisaku Gekijō, japanische Zeichentrickserie, Folge 35: Allerleirauh.
- 1988: The Storyteller, US-britische Fernsehserie, Folge 7: Die Kummerliese (Sapsorrow): Leicht veränderte Version, wo der König nur diejenige heiraten kann, der der Ring seiner verstorbenen Frau passt. Dieser passt nun ausgerechnet der Jüngsten seiner drei Töchter.
- 2012: Allerleirauh, Deutschland, Märchenfilm der 5. Staffel aus der ARD-Reihe Sechs auf einen Streich, Regie: Christian Theede.